# Copa sèrbia de bàsquet
La copa sèrbia de bàsquet (anomenada Kup Radivoja Koraća, en honor de l'històric jugador Radivoj Korać) és la segona competició sèrbia de basquetbol. Es disputa després de la desaparició de la Copa serbo-montenegrina de bàsquet.

## Historial
| Any     | Guanyador        | Resultat | Finalista         |
| ------- | ---------------- | -------- | ----------------- |
| 2006–07 | FMP Železnik     | 73 - 61  | KK Partizan       |
| 2007–08 | KK Partizan      | 73 - 64  | KK Hemofarm Vršac |
| 2008–09 | KK Partizan      | 80 - 65  | KK Estrella Roja  |
| 2009–10 | KK Partizan      | 72 - 62  | FMP Železnik      |
| 2010–11 | KK Partizan      | 77 - 73  | FMP Železnik      |
| 2011–12 | KK Partizan      | 64 - 51  | KK Estrella Roja  |
| 2012–13 | KK Estrella Roja | 78 - 69  | KK Partizan       |
| 2013–14 | KK Estrella Roja | 81 - 80  | KK Mega Vizura    |
| 2014–15 | KK Estrella Roja | 80 - 74  | KK Mega Leks      |
| 2015–16 | KK Mega Leks     | 85 - 80  | KK Partizan       |
| 2016-17 | KK Estrella Roja | 74 - 64  | KK Partizan       |
| 2017-18 | KK Partizan      | 81 - 75  | KK Estrella Roja  |
| 2018-19 | KK Partizan      | 76 - 74  | KK Estrella Roja  |
| 2019-20 | KK Partizan      | 85 – 84  | KK Estrella Roja  |
| 2020-21 | KK Estrella Roja | 73 - 60  | KK Mega Leks      |
| 2021-22 | KK Estrella Roja | 85 - 68  | KK Partizan       |

## Palmarès
| Club              | Guanyador | Finalista |
| ----------------- | --------- | --------- |
| KK Estrella Roja  | 8         | 6         |
| KK Partizan       | 8         | 6         |
| KK FMP Železnik   | 1         | 2         |
| KK Mega Basket    | 1         | 2         |
| KK Hemofarm Vršac | 0         | 1         |